# Hosszú motorozás lefelé

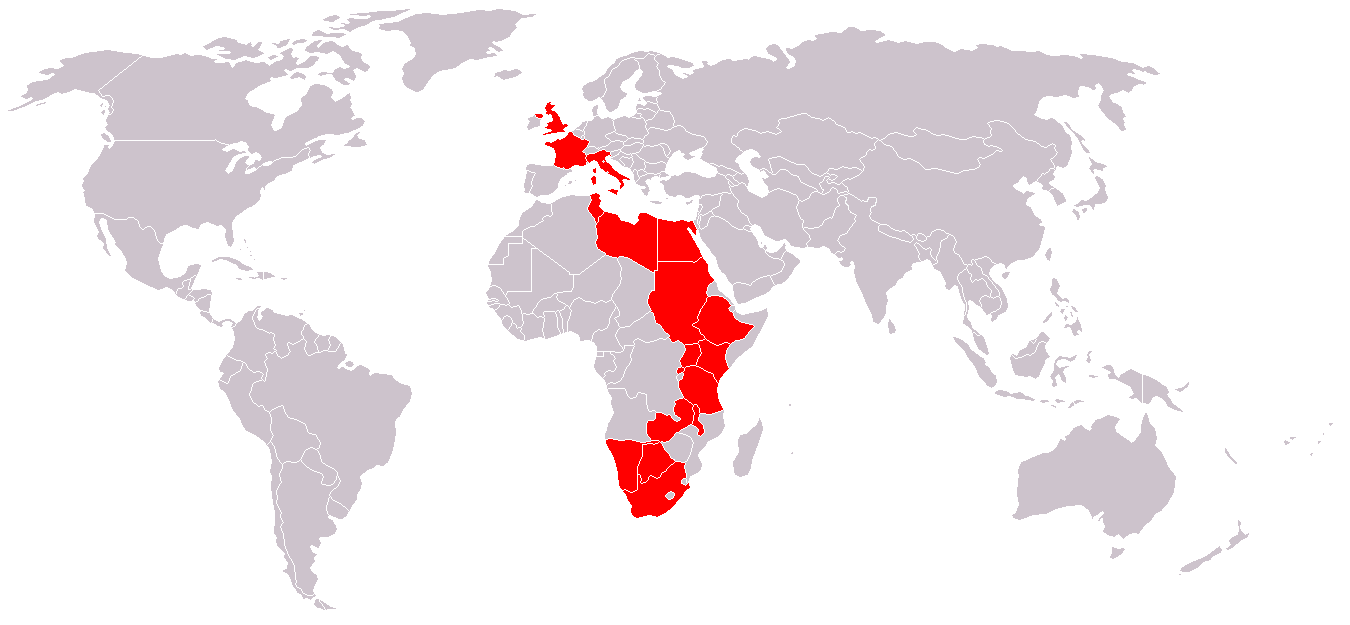
Az úton érintett országok

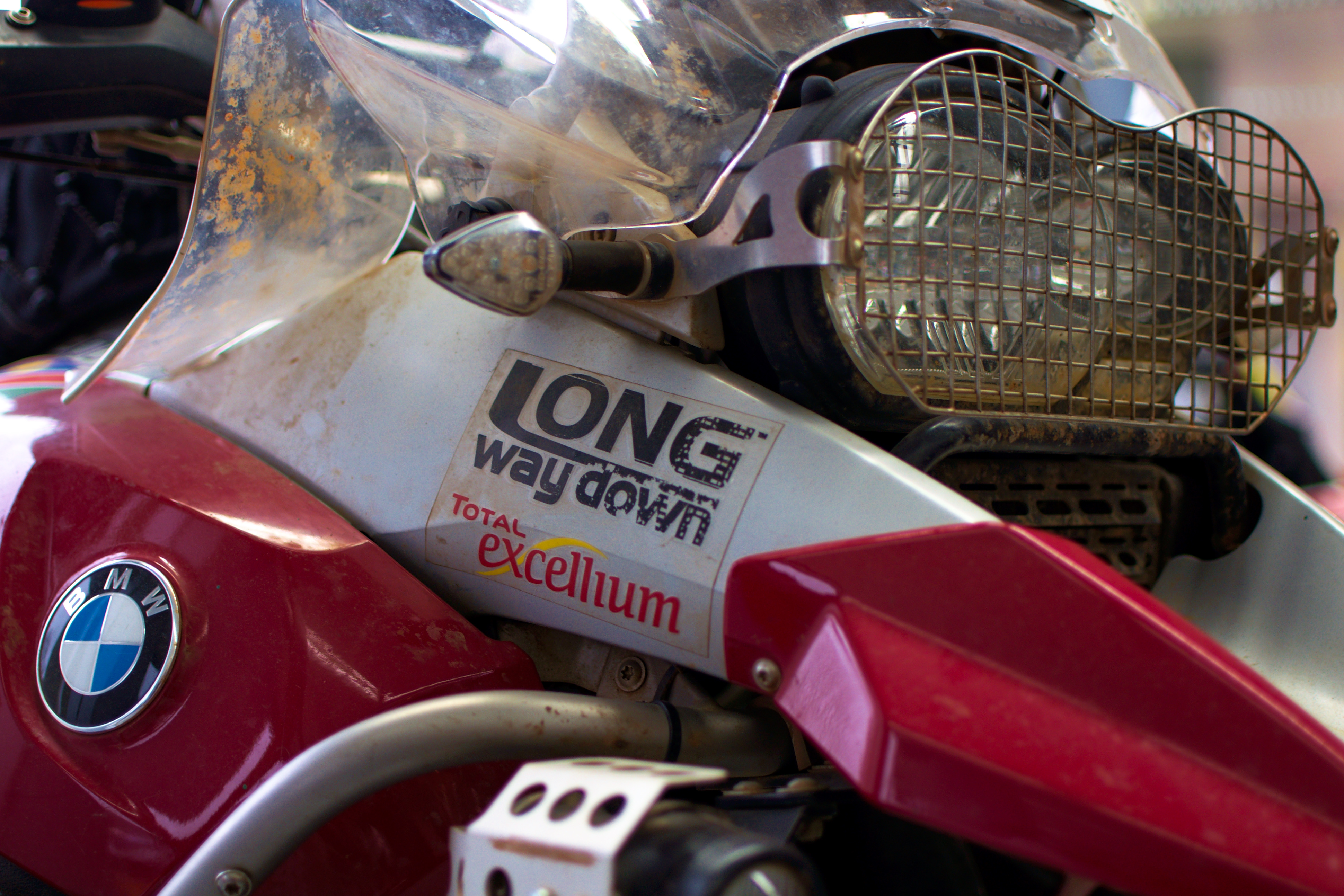
Charley Boorman BMW R1200GS motorbiciklije

A Hosszú motorozás lefelé (angolul: Long Way Down, a könyv magyar címe: A hosszabb úton Afrikába) egy 2007-es brit televíziós dokumentumsorozat, könyv és DVD, mely Ewan McGregor és Charley Boorman motorkerékpáros útját követi John o' Groatstól Fokvárosig tizennyolc országon keresztül. A 2004-es Hosszú motorozás folytatása, amikor a páros Londonból New Yorkba motorozott Eurázsián és Észak-Amerikán keresztül.
Az utazás 2007. május 12-én kezdődött és augusztus 4-ig tartott. A két színészt ugyanazok a fő csapattagok kísérték el, mint a Hosszú motorozáskor; így Claudio von Planta and James Simak operatőrök (Simak volt felelős a sorozat zenei aláfestésért is), illetve Russ Malkin és David Alexanian producerek. Az eredeti csapathoz ez alkalommal csatlakozott Dai Jones orvos, Jim Foster biztonsági szakember és számos ’megoldóember’ (helyi idegenvezető és tolmács) is. Az úthoz BMW R1200GS Adventure motorokat (az előző sorozatban szereplő R1150GS Adventure motorok utódjait) használták.
A sorozatot az előző úthoz és Boorman Dakar-ralijához hasonlóan Russ Malkin és cége, a Big Earth gyártotta. A sorozat eredeti sugárzása 2007. október 28-án kezdődött a BBC Two-n, majd hat rész után december 2-án ért véget. Magyarországon először 2008. július 21-től szeptember 15-ig sugározta a National Geographic Channel, de a tízrészes, kibővített változatot. A BBC weboldalán már a sorozat gyártása alatt több kép és videó megjelent.

## Útvonal
A csapat főhadiszállása a londoni Olympiában volt, ott készültek elő az utazáshoz. Az út kiindulópontja Skócia északi csücske, John o' Groats volt. Az indulást majdnem el kellett halasztani, mivel Boorman a London–Gatwick repülőtéren idegességében bombákkal kapcsolatos, meggondolatlan kijelentést tett, így a helyi rendőrség visszatartotta kihallgatásra. Miután vádemelés nélkül távozhatott, Boorman egy későbbi járattal Invernessbe repült, az utat időben elkezdhették. A csapat négy nap alatt ért vissza John o' Groatsból Londonba McGregor családi otthona, Crieff és a Silverstone versenypálya érintésével. Silverstone-nál a pálya közepén vertek sátrat. A Csatorna-alagúton keresztül jutottak Franciaországba, majd délnek tartottak Olaszországba. Szicíliából komppal hagyták el Europát, mely Tunéziába vitte őket.
Tunéziában McGregor és Boorman felkeresték a Csillagok háborúja díszleteit (ahol nem ismerték fel McGregort annak ellenére, hogy az ott található filmplakátokon is szerepelt). A csapat Líbián keresztül folytatta útját, kivéve az amerikai Alexaniant és Simakot, akiknek líbiai vízum hiányában Tunéziából Egyiptomba kellett repülniük, ahol ismét csatlakoztak a többiekhez. A piramisok meglátogatása után komppal utaztak tovább Szudánba, ahonnan már ismét motorral Etiópiába és Kenyába, ahol átlépték az egyenlítőt. Kenyából Ugandába, majd Ruandába motoroztak, ahol Paul Kagame elnök fogadta őket. Ezt követte Tanzánia és Malawi, ahol McGregor felesége, Eve csatlakozott hozzá. Az utolsó szakasza Zambia, Namíbia és Botswana érintésével a Dél-afrikai Köztársaságba vezetett. Az út a kontinens legdélebbi pontján, a Tű-foknál ért véget, ahonnan motorosok egy csoportja kísérte őket Fokvárosba (hasonlóan New Yorkhoz a Hosszú motorozás során).

## Epizódok
A Hosszú motorozás lefelé két különböző változatban létezik: a BBC Two eredetileg egy hatepizódos variációban sugározta, de a magyar National Geographicsra már a tízrészes bővített változat érkezett.
Az eredeti hat rész sugárzása Nagy-Britanniában
1. 2007. október 28.
2. 2007. november 4.
3. 2007. november 11.
4. 2007. november 18.
5. 2007. november 25.
6. 2007. december 2.

|     | Angol cím                                 | Magyar cím                      |
| --- | ----------------------------------------- | ------------------------------- |
| 1.  | Gentlemen, Start Your Engines             | Uraim, indítsák be a motorokat! |
| 2.  | John O'Groats, Scotland to Sienna, Italy  | Skóciától Olaszországig         |
| 3.  | Rome, Italy to Tobruk, Libya              | Rómából Tobrukba                |
| 4.  | Tobruk, Libya to Khartoum, Sudan          | Tobrukból Kartúmba              |
| 5.  | Khartoum, Sudan to Shashemene, Ethiopia   | Szudánból Etiópiába             |
| 6.  | Shashemene, Ethiopia to Laisamis, Kenya   | Irány Kenya!                    |
| 7.  | Laisamis, Kenya to Kigali, Rwanda         | Kenyából Ruandába               |
| 8.  | Kigali, Rwanda to Chintheche, Malawi      | Kigaliból Malawiba              |
| 9.  | Chintheche, Malawi to Maun, Botswana      | Malawiból Botswanába            |
| 10. | Maun, Botswana to Cape Town, South Africa | Botswanából Fokvárosba          |

## Határátkelések
Mivel számos afrikai országon keresztülutaztak, a stáb számos alkalommal ütközött problémába, illetve kellett hosszabban várakozniuk határoknál. A Hosszú motorozáskor szerzett tapasztalataiknak köszönhetően (amikor gondok akadtak a vízumokkal, büntetést kellett fizetniük, előfordult, hogy tizenkét órát kellett várniuk) már az előkészítő szakasz során nagy hangsúlyt fektettek a határátkelések előkészítésére. Ennek köszönhetően előre tudhatták, hogy az amerikai stábtagok nem léphetnek be Líbiába. Tunéziába érkeztükkor a csapatnak meg kellett vesztegetnie a hatóságot pár üveg vodkával, hogy minden csomagjukat beengedjék, mellyel szintén számoltak az afrikai út során. Bár néhány órás csúszások előfordultak, csak kevés jelentősebb probléma vetődött föl a továbbiakban.

## Balesetek
Bár gyakran pozitívan csalódtak az afrikai útviszonyokban, a csapatnak így is számos egyenetlen és homokos útszakaszon kellett keresztüljutnia, és kisebb folyókon, mocsarokon átkelnie. Ezen szakaszok terhét a motorkerékpárok lengéscsillapítóinak kellett viselnie, így McGregor és von Plata rugói is elszakadtak. Mivel az egyetlen tartalékalkatrészt felhasználták McGregor motorjának megjavításához, von Platának a kísérőjárművek egyikén kellett utaznia egy ideig, míg motorbiciklijét előreküldték megjavíttatni. McGergor és von Plata ezen felül többször estek el úgy, hogy motorjuk váza is megsérült. Ezek között egy komolyabb baleset történt, von Platával egy dél-afrikai autópályán. Boorman – aki, saját szavaival, „megjátszotta magát” egy út menti garázsból őt figyelőknek – egy manőver részeként éleset fékezett, míg von Plata – aki elismerte, hogy túl közelről követte Boormant – abbéli törekvésében, hogy ne ütközzenek össze, elesett. Fizikai sérülést nem szenvedett, de motorja súlyosan megrongálódott. Mivel az út Tű-fokig hátralévő részében csak a kísérőjárművekből és a bukósisakokra erősített kamerákkal készültek felvételek, feltételezhetően von Plata a továbbiakban nem használta motorkerékpárját. McGregor felesége, Eve, aki erre az útra tanult meg motorozni, szintén többször elesett Malawi és Zambia homokos útjain, de nem sérült meg.

## UNICEF
Az út során a páros a Hosszú motorozáshoz hasonlóan nagykövetként meglátogatott számos UNICEF-létesítményt is, hogy felhívják a szervezet munkájára a figyelmet. Etiópiában aknáktól megsérült gyerekekkel találkoztak, Ugandában a Lord's Resistance Army volt gyerekkatonáit rehabilitáló táborba látogattak el, míg Malawiban az AIDS miatt elárvult gyerekeket segítő központban jártak.

## Zene
A főcímdalt a walesi Stereophonics együttes adja elő, Kelly Jones szerezte. A dal megegyezik a Hosszú motorozásban használt dallal, azzal a kivétellel, hogy a dalszövegben kicserélték a „round” szót „down”-ra. A sorozatban hallható dalok többnyire a Real World Records katalógusából kerültek ki, mely sorozat filmzenealbumát is kiadta 2007. december 3-án két lemezen. A zenét James Simak operatőr állította össze.
| Előadó                                  | Dal címe                                         |
| --------------------------------------- | ------------------------------------------------ |
| Stereophonics                           | Long Way Down                                    |
| Maryam Mursal                           | Somali Udiida Ceb (Somalia Don't Shame Yourself) |
| Geoffrey Oryema                         | Ye Ye Ye                                         |
| Afro Celt Sound System                  | Shadowman                                        |
| Joseph Arthur                           | Exhausted                                        |
| Ben Onono                               | Blink                                            |
| Adrian Sherwood                         | Majestic 12                                      |
| Martyn Bennett                          | Move                                             |
| Spaccanapoli                            | O' Mare                                          |
| Remmy Ongala                            | Dodoma                                           |
| Ayub Ogada                              | Kothbiro                                         |
| Abdelli                                 | Adarghal (The Blind In Spirit)                   |
| Sheila Chandra                          | The Enchantment                                  |
| Spaccanapoli                            | Santa Notte                                      |
| Big Blue Ball                           | Whole Thing (Original Mix)                       |
| Dub Colossus                            | Azmari Dub                                       |
| Maryam Mursal                           | Kufilaw (Take Care)                              |
| Zawose & Brook                          | Kuna Kunguni / The Bed Bugs Bite                 |
| The Boxer Rebellion                     | The Gospel of Goro Adachi                        |
| Thomas Mapfumo and The Blacks Unlimited | Marudzi Nemarudzi / Different Races              |
| Ghorwane                                | Majurugenta                                      |
| Abdelli                                 | Walagh (I Observe)                               |
| Hassan Hakmoun                          | Soudan Minitara (Bumbastic Mix)                  |
| Hukwe Zawose                            | Sisitizo La Amani Duniani                        |
| BT & Sasha                              | Da-ka-ne                                         |
| Geoffrey Oryema                         | Makambo                                          |
| Afro Celt Sound System                  | Onwards                                          |
| Bernard Kabanda                         | Nnankya                                          |
| Musicians of the Nile                   | Zahrafat Al Sa'id (Rejoicing In Upper Egypt)     |
| Geoffrey Oryema                         | The River                                        |

## Magyarul
- Ewan McGregor–Charley Boorman: A hosszabb úton Afrikába. John O'Groatstól Fokvárosig; közrem. Jeff Gulvin, ford. Vándor Judit; Konkrét Könyvek, Bp., 2008

## Fordítás
- Ez a szócikk részben vagy egészben  a   Long Way Down című angol Wikipédia-szócikk ezen változatának fordításán alapul.  Az eredeti cikk szerkesztőit annak laptörténete sorolja fel. Ez a jelzés csupán a megfogalmazás eredetét és a szerzői jogokat jelzi, nem szolgál a cikkben szereplő információk forrásmegjelöléseként.